# Huosiossuo
Huosiossuo är en sumpmark i Finland. Den ligger i Vederlax i landskapet Kymmenedalen, i den södra delen av landet, 150 km öster om huvudstaden Helsingfors.